# Pingasa subviridis
Pingasa subviridis är en fjärilsart som beskrevs av W. Warren 1896. Pingasa subviridis ingår i släktet Pingasa och familjen mätare. Inga underarter finns listade i Catalogue of Life.